# Пришълецът: Завет
„Пришълецът: Завет“ (на английски: Alien: Covenant) е американски научнофантастичен филм на ужасите от 2017 г. на режисьора Ридли Скот. Продължение е на филма „Прометей“ от 2012 г. и е шестият филм от поредицата „Пришълецът“.

## Заснемане
Снимките на филма започват на 4 април 2016 г. в Нова Зеландия и приключват на 19 юли 2016 г. Около 18 ноември 2016 г. започва периодът на презаснемане на някои сцени в Хартфордшър.

## Отзиви
Мнозинството от рецензиите за филма са положителни. Мат Золър Сайц от сайта rogerebert.com му дава максимума от 4 звезди, хвалейки режисурата на Скот, играта на Фасбендър в двойната му роля и специалните ефекти, описвайки ги като „дигитална композиция, която е толкова изтънчена, че забравяме, че наблюдаваме специални ефекти“. Сайц казва „Толкова харесах филма, че недостатъците му ... едва ги запомних. „Завет“ притежава свой собствен стил и ритъм“. А. О. Скот от Ню Йорк Таймс признава и плюсовете и минусите на филма. „Дори по-неуспешните му (на Ридли Скот) опити са изпипани с достатъчно усилие и енергия за да ви държат в състояние на интерес и изненада ... фактът че, малко или повече, знаете какво ще последва, не разваля зловещата атмосфера“, смята той.
На противоположното мнение е Питър Дебрудж от Варайъти, който счита филма за продължение на „Прометей“, което „не притежава духа на онзи филм“. Уенди Иди от Гардиън дава 3 от 5 звезди на „Пришълецът: Завет“. Въпреки възхитата ѝ от звуковия дизайн и изпълнението на Фасбендър, тя смята, че „филмът е усърдно приказлив, пълен с обяснителен диалог, който е изхабен като рециклирания въздух на космическия кораб“.

## Филми от поредицата за „Пришълецът“
- Пришълецът (Alien, 1979)
- Пришълците (Aliens, 1986)
- Пришълецът 3 (Alien 3, 1992)
- Пришълецът: Завръщането (Alien Resurrection, 1997)
- Пришълецът срещу Хищникът (Alien vs. Predator, 2004)
- Пришълците срещу Хищника 2 (Aliens vs. Predator: Requiem, 2007)
- Прометей (Prometheus, 2012)
- Пришълецът: Завет (Alien: Covenant, 2017)
- Пришълецът: Ромул (Alien: Romulus, 2024)

## В България
В България филмът е пуснат по кината на 19 май 2017 г. от „Александра Филмс“.
На 27 септември 2017 г. е издаден на DVD от А+Филмс.
На 4 януари 2020 г. е излъчен по bTV Cinema с български дублаж, записан в студио VMS. Екипът се състои от:
| Озвучаващи артисти  | Ася Рачева София Джамджиева Момчил Степанов Радослав Рачев Димитър Ангелов |
| Преводач            | Мариета Златева                                                            |
| Тонрежисьор         | Георги Калудов                                                             |
| Режисьор на дублажа | Добрин Добрев                                                              |